# Süd- und zentralamerikanische Handballkonföderation
Die süd- und mittelamerikanische Handballkonföderation (spanisch: Confederación Sur y Centro Americana de Balonmano (COSCABAL), portugiesisch: Confederação Sul e Centro Americana de Handebol, englisch: South and Central America Handball Confederation (SCAHC)) ist ein der Internationalen Handballföderation (IHF) angehöriger Sportverband. Er organisiert den internationalen Spielbetrieb der Mitgliedsverbände in Südamerika und Zentralamerika im Handball und im Beachhandball.

## Geschichte
Der Verband wurde am 5. April 2019 in Santiago de Cali (Kolumbien) gegründet. Er hat seinen Hauptsitz in Santiago de Chile (Chile). Der Verband entstand als einer von zwei Nachfolgern der Pan-American Team Handball Federation; der andere Nachfolger dieses von der IHF aufgelösten Verbandes ist die Handballkonföderation Nordamerikas und der Karibik. Ziel der Neugründung war die sportliche Entwicklung des Handballs in Amerika; das Leistungsgefälle zwischen den Verbänden aus Nordamerika und der Karibik gegenüber denen aus Süd- und Mittelamerika war groß, gegenüber den anderen Kontinentalverbänden der IHF war der Abstand noch weit größer. Gegen die Auflösung hatte die Pan-American Team Handball Federation Widerspruch eingelegt.

## Mitglieder
Der Handballkonföderation Zentral- und Südamerikas gehören 19 Handballverbände aus folgenden Staaten an: Argentinien, Belize, Bolivien, Brasilien, Chile, Costa Rica, Ecuador, El Salvador, Französisch-Guyana, Guatemala, Guyana, Honduras, Kolumbien, Nicaragua, Panama, Paraguay, Peru, Uruguay sowie Venezuela.

## Turniere
Der Verband richtet im Hallenhandball die Turniere Süd- und zentralamerikanische Handballmeisterschaft der Männer und Süd- und zentralamerikanische Handballmeisterschaft der Frauen für Nationalmannschaften sowie Meisterschaften für Vereinsmannschaften (Süd- und zentralamerikanische Handball-Vereinsmeisterschaft der Männer, Süd- und zentralamerikanische Handball-Vereinsmeisterschaft der Frauen) aus. Auch im Beachhandball richtet er die Meisterschaften aus.